# 罗尔瓦林山段
罗尔瓦林谷地，又被称为高里三喀峰乡村行政区，是尼泊尔中东部沿西藏边界的一段喜马拉雅山脉。
罗尔瓦林山段包括西藏境内的梅隆哲峰（海拔 7181 米）和梅隆哲峰 II（海拔 7023 米），以及尼泊尔边境的盖里高里三喀峰（海拔 7134 米），另有约50座海拔超过 6000 米的山峰。这些山峰自囊帕拉山口（Nangpa La）起延伸至塔玛科西河（Tamakosi），南巴拉垭口是马哈兰格山段的起点。拉布吉康山段位于塔玛科西河的西北方。罗尔瓦林山段的南界是罗尔瓦谷地，谷中有分布多个小型夏尔巴村落，如Tasi Nam、Simigau 和 Beding 等，其中Tasi Nam是该地区最大的城镇。从加德满都出发需要五到六天才能到南崎巴札，大约需要十天才能到达珠穆朗玛峰大本营，然后到达塔西拉普查山口（5755 米）。游客可以徒步穿越塔西拉普查口岸前往珠穆朗玛峰大本营，从加德满都飞往卢克拉，或从卡拉霍拉步行。 
可以通过从 Bhiku 乡村政府 Jagat（加德满都以东 230 公里）出发的既定步道系统步行到达山谷和山脉。乘坐当地巴士需要10个小时（乘私家车需要5-6个小时）。从 Jagat 到 Beding 的西式徒步旅行通常需要四到五天。有两种方式可以到达 Beding，一种是通过Tasinam村，另一种是通过Simigua。从Tasinam出发，徒步旅行者可以穿过 Daldung la 山口（海拔 4500 米）并欣赏美丽的风景、喜马拉雅物种、文化、动植物。措罗尔帕（Tsho Rolpa或Chho Rolpa）是尼泊尔最大的冰川湖之一。该湖位于多拉卡的 Rolwaling 山谷，海拔 4,580 米（15,030 英尺）。
可以通过从Bhiku乡村自治市Jagat (距加德满都以东230公里）。乘坐当地巴士需要10小时（乘坐私家车需要 5-6 小时）。从贾加特 (Jagat) 到贝丁 (Beding) 的西式徒步旅行通常需要四到五天。有两种方式可以到达贝丁，要么通过塔西纳姆村，要么通过西米瓜。从塔西南出发，徒步旅行者可以穿越达尔东拉山口（海拔 4500 米），欣赏美丽的风景、喜马拉雅物种、文化、动植物。措罗尔帕（Tsho Rolpa / Chho Rolpa）是尼泊尔最大的冰川湖之一。该湖位于海拔4,580米（15,030位于多拉卡 (Dolakha) 的罗尔瓦林谷地。
罗尔瓦林谷地隶属于高里三喀。西方国家首次对该地区的探索是由埃里克·希普顿于1951年在珠穆朗玛峰勘测期间进行的。 
罗尔瓦林谷地的夏尔巴部落有Chusherpa或Ngonpa或Ngonba、Murminso、Rukpa、Sakywa、Lakshindo、Salakha 和 Sangu。

## 宗教
罗尔瓦林是一处洞穴所在地，一些佛教徒认为这里是受祝福的，并前往那里冥想。 